# Глиніщево
Гли́ніщево (рос. Глинищево) — селище та адміністративний центр Брянського району Брянської області Росія.
Селище розташоване за 22 км на захід від міста Брянськ на річці Госомка, притоці Десни.
Населення селища становить 4 476 осіб (2009, 4 241 в 2002).